# Phrynobatrachus dispar
Espèce
Synonymes
- Arthroleptis dispar Peters, 1870
- Arthroleptis feae Boulenger, 1906 "1905"

Statut de conservation UICN

 LC  : Préoccupation mineure
Phrynobatrachus dispar est une espèce d'amphibiens de la famille des Phrynobatrachidae.

## Répartition
Cette espèce est endémique de l'île de Principe à Sao Tomé-et-Principe. Elle est présente du niveau de la mer jusqu'à environ 950 m d'altitude,.

## Description
Phrynobatrachus dispar mesure environ 20 mm.

## Publication originale
- Peters, 1870 : Über neue Amphibien (Hemidactylus, Urosaura, Tropidolepisma, Geophis, Uriechis, Scaphiophis, Hoplocephalus, Rana, Entomoglossus, Cystignathus, Hylodes, Arthroleptis, Phyllobates, Cophomantis) des königlichen zoologischen Museums. Monatsberichte der Koniglich Preussischen Akademie Wissenschaften zu Berlin, vol. 1870, p. 641–652 (texte intégral).